# Фауда
«Фа́уда» (ивр. פאודה‎, от араб. فوضى‎ — «хаос») — израильский телесериал о группе бойцов мистаарвим, контртеррористического спецподразделения Армии обороны Израиля, работающих под прикрытием. Авторы идеи и сценаристы — Лиор Раз и Ави Иссахаров. Лиор Раз также сыграл роль Дорона, бойца израильского контртеррористического отряда, противостоящего ХАМАС.
Съёмки первого сезона прошли в Кафр-Касеме во время палестино-израильского конфликта в секторе Газа 2014 года. Премьера первого сезона состоялась 15 февраля 2015 года.
Премьера второго сезона состоялась 31 декабря 2017 года, финал сезона вышел 18 марта 2018 года.
Действие третьего сезона происходит в секторе Газа. Премьера третьего сезона состоялась 26 декабря 2019 года.
28 декабря 2021 года было объявлено, что четвёртый сезон выйдет в середине 2022 года; тогда же был опубликован трейлер к четвёртому сезону. Премьера четвёртого сезона состоялась 13 июля 2022 года, последний эпизод сезона вышел 28 сентября 2022 года.

## Актёрский состав
- Лиор Раз — Дорон Кавильо, бывший член отряда израильской контртеррористической службы.
- Юваль Сегал[англ.] — Мики Морено, командир отряда израильской контртеррористической службы.
- Томер Капон — Боаз, член отряда израильской контртеррористической службы, младший брат Гали.
- Цахи Халеви[англ.] — Наор, член отряда израильской контртеррористической службы, любовник Гали.
- Яков Зада Даниэль — Эли, член отряда израильской контртеррористической службы.
- Дорон Бен-Давид — Херцель «Стив» Пинто, член отряда израильской контртеррористической службы.
- Боаз Конфорти — Авихай, член отряда израильской контртеррористической службы.
- Рона-Ли Шимон — Нурит, единственная женщина в контртеррористическом отряде Морено.
- Ицик Коэн[англ.] — Габи по прозвищу «капитан Аюб» (в основу его образа лёг образ генерала Йоава Мордехая, в прошлом сотрудника 504-го подразделения израильской военной разведки[4]).
- Хишам Фадел Сулейман[англ.] — Тафик «Абу Ахмад» по прозвищу «Пантера», террорист, главный антагонист первого сезона.
- Шади Мари[5] — Валид эль-Абед, помощник Абу Ахмада, член ХАМАС.
- Джамил Кури — Абу Самара, глава ХАМАС на Западном берегу реки Иордан.
- Салим Дау — шейх Аудалла.
- Кадер Харини — Абу Махер, руководитель Превентивной службы безопасности ПНА.
- Летиция Эйдо[англ.] — доктор Ширин аль-Абед, двоюродная сестра Валида.
- Нетта Гарти — Гали Кавильо, жена Дорона, сестра Боаза.
- Мел Малка — Идо Кавильо, сын Дорона и Гали.
- Даниель Бронфин — Нога Кавильо, дочь Дорона и Гали.
- Ханан Хилло — Насрин Хамед, жена Абу Ахмада.
- Ури Гавриэль[англ.] — Гидон Авиталь, министр обороны Израиля.
- Милад Матар — доктор Абу Шариф.
- Муна Хава — Амаль Хамед, невеста и вдова Башира.

### Появившиеся во втором сезоне
- Игаль Наор[англ.] — Амос Кавильо, отец Дорона. Принимал реальное участие в спецоперации против арабского криминалитета[6].
- Идан Амеди[англ.] — Саги, член отряда израильской контртеррористической службы. Принимал реальное участие в операции «Железные мечи»[7].
- Фирас Нассар — Нидаль «аль-Макдиси» — террорист, сын погибшего шейха Авадаллы.
- Амир Хури — Самир, младший брат Нидаля.
- Луна Мансур — Марва, жена Самира.
- Раида Адон — Умм Нидаль, вдова Шейха Авадаллы и мать Нидаля и Самира.
- Моран Розенблатт — Анат Морено, сестра Мики Морено.
- Мейрав Широм — Дана, помощница Габи Аюба.
- Карлос Гарзузи — Махер, сын Абу Махера.
- Самира Сарайя — жена Абу Махера.

### Появившиеся в третьем сезоне
- Ала Дакка — Башар Хамдан, талантливый боксёр.
- Халифа Натур — Джихад Хамдан, отец Башара, бывший террорист.
- Анат Хадид — Нур, жена Джихада.
- Самар Купти — Хайфа, сестра Башара.
- Амир Хатиб — Фаузи Хамдан, племянник Джихада, террорист.
- Махмуд Абу Жази — Насер Хамдан, дядя Башара, отец Фаузи, владелец бокс-клуба.
- Марина Максимилиан Блюмин — Гиля Башан, начальник отделения ШАБАК в Газе.
- Джордж Искандар — Абу Мухаммед, Хани Эль Жабри, командир боевой группы ХАМАС в Газе.
- Риф Наман — Яра Зархи, пленница.
- Итай Милдуорт — Элад, пленник.

## Список эпизодов

### Обзор сезонов
| Сезон | Серии | Серии | Даты показа     | Даты показа      |
| Сезон | Серии | Серии | Первая серия    | Последняя серия  |
| ----- | ----- | ----- | --------------- | ---------------- |
| 1     | 12    | 12    | 15 февраля 2015 | 3 мая 2015       |
| 2     | 12    | 12    | 31 декабря 2017 | 18 марта 2018    |
| 3     | 12    | 12    | 26 декабря 2019 | 12 марта 2020    |
| 4     | 12    | 12    | 13 июля 2022    | 28 сентября 2022 |

### Сезон 1 (2015)
| № общий | № в сезоне | Название      | Режиссёр        | Автор сценария | Дата премьеры   |
| --- | ---------- | ------------- | --------------- | -------------- | --------------- |
| 1 | 1          | «Эпизод 1.01» | Ассаф Бернштейн | Моше Зондер    | 15 февраля 2015 |
| Дорон возвращается на службу в спецподразделение ЦАХАЛ после того как узнаёт, что террорист Тафик по прозвищу «Абу-Ахмад» или «Пантера», которого, как он полагал, он убил 18 месяцев назад, на самом деле жив и собирается присутствовать на свадьбе своего брата Башира. На свадьбе устраивают засаду, Башира убивают, а Тафику удаётся сбежать, хотя Дорону удаётся ранить его. |            |               |                 |                |                 |
| 2 | 2          | «Эпизод 1.02» | Ассаф Бернштейн | Моше Зондер    | 22 февраля 2020 |
| Тафику удаётся выжить после огнестрельного ранения, ему скрытно проводят операцию в больнице. Дорон убеждает командира своего отряда Мики Морено не отстранять его до поимки Тафика. Семья Башира оплакивает его смерть как шахида, а его вдова Амаль хочет мести. |            |               |                 |                |                 |
| 3 | 3          | «Эпизод 1.03» | Ассаф Бернштейн | Моше Зондер    | 1 марта 2015    |
| Доктор Ширин помогает Тафику бежать из больницы незадолго до прибытия отряда Дорона. Амаль готовится совершить теракт, оставив бомбу в ночном клубе, в котором часто бывает Боаз, в ответ на убийство Башира. Она проносит бомбу в ночной клуб, но не уходит и погибает при взрыве. |            |               |                 |                |                 |
| 4 | 4          | «Эпизод 1.04» | Ассаф Бернштейн | Моше Зондер    | 8 марта 2015    |
| После теракта в ночном клубе Боаз находит тело своей девушки, погибшей при взрыве. Позднее его арестовывают за езду на мотоцикле в нетрезвом виде и драку с полицейским. Дорон пытается завербовать Ширин, выдавая себя за араба. Тафик рискует жизнью, чтобы встретиться с женой. Отряд Морено упускает Тафика, а Нурит убивает арабскую женщину. |            |               |                 |                |                 |
| 5 | 5          | «Эпизод 1.05» | Ассаф Бернштейн | Моше Зондер    | 15 марта 2015   |
| Морено навещает Нурит и они занимаются сексом. Гали, жена Дорона, изменяет ему с Наором, членом отряда Морено. Али, члену ХАМАС, израильтяне на допросе предлагают сдать местонахождение Тафика в обмен на необходимую операцию для его дочери. Али назначает встречу с Тафиком, сдав данные об этом израильскому спецназу. На встрече Али убивают, а Боаза захватывают в плен. |            |               |                 |                |                 |
| 6 | 6          | «Эпизод 1.06» | Ассаф Бернштейн | Моше Зондер    | 22 марта 2015   |
| Пленённый Боаз пытается выдать себя за мусульманина, но Тафик по татуировке опознаёт в нём убийцу Башира. Дорон и его отряд готовят нелегальную операцию по похищению шейха Авадаллы для обмена на Боаза. |            |               |                 |                |                 |
| 7 | 7          | «Эпизод 1.07» | Ассаф Бернштейн | Моше Зондер    | 29 марта 2015   |
| Ширин проводит операцию на Боазе. Тафик сообщает пленному, что у него якобы вырезали почку. Шейх Авадалла после пыток выдаёт местоположение Тафика, но оказывается, что тот уже скрылся. Дорон узнаёт у Ширин, что она не удаляла почку у Боаза, а вшила в его живот какое-то электронное устройство. Дорон объявляет о переходе к «плану Б» и похищает дочь Тафика. Стороны встречаются для обмена пленными. Дорон угрожает взорвать шейха и дочь Тафика, если Боаз умрёт. Валид отпускает Боаза, но по указанию Тафика взрывает его. |            |               |                 |                |                 |
| 8 | 8          | «Эпизод 1.08» | Ассаф Бернштейн | Моше Зондер    | 5 апреля 2015   |
| Увидев смерть Боаза, Дорон подрывает взрывчатку, одетую на шейха Авадаллу, после чего скрывается. Морено сообщает Стиву и Авихаю, что они больше не являются членами отряда и что Дорон отныне вне закона. Также Морено предлагает Нурит повышение, но она отказывается. Нассрин вынужденно даёт согласие на операцию своей дочери израильским доктором. Гидеон Авиталь сообщает Морено, что тот уволен, а его отряд расформирован. Опустошённый Дорон бродит в арабских кварталах, пока не находит убежище в мечети. |            |               |                 |                |                 |
| 9 | 9          | «Эпизод 1.09» | Ассаф Бернштейн | Моше Зондер    | 12 апреля 2015  |
| Дорон навещает Ширин, которая оказывает ему медицинскую помощь. Морено шантажирует Гидеона Авиталя, который в итоге восстанавливает его в должности и отменяет решение о роспуске его отряда. Тафик приказывает убить Ширин за предательство, но Дорон убивает отправленных за ней людей. Узнав о местонахождении Тафика, Дорон отправляется на «собеседование» с ним, выдавая себя за «Амира», желающего совершить теракт и стать шахидом. Тафик передаёт ему телефон и предлагает ожидать звонка с подробностями будущей террористической операции. После встречи с «Абу-Ахмадом» Дорона захватают на улице члены службы безопасности ПНА. |            |               |                 |                |                 |
| 10 | 10         | «Эпизод 1.10» | Ассаф Бернштейн | Моше Зондер    | 19 апреля 2015  |
| Габи выручает Дорона из плена и вывозит его в Израиль. Тафик отправляет Валида убить Ширин, однако тот игнорирует приказ и предлагает Ширин стать его женой, обещая взамен свою защиту. Габи пытается убедить Гидеона Авиталя позволить Дорону нейтрализовать «Абу Ахмада». |            |               |                 |                |                 |
| 11 | 11         | «Эпизод 1.11» | Ассаф Бернштейн | Моше Зондер    | 26 апреля 2015  |
| Абу Халиля похищают на улице и допрашивают израильтяне. Габи узнаёт, что Абу Халиль привёз газ зарин из Сирии через Иорданию. Габи использует эту информацию, чтобы убедить Гидеона Авиталя разрешить Дорону закончить миссию в обмен на снятие всех обвинений. Габи передаёт Нассрин паспорта и сообщает, что организовал ей и детям перелёт в Берлин. Дорон возвращается домой и видит, как его сын Идо направляет пистолет на Наора, обвиняя в уходе отца из дома. Дорон узнаёт об измене жены. Ширин соглашается выйти замуж за Валида, но после его ухода спит с пришедшим к ней Дороном. Тафик раскрывает Валиду свой план о взрыве бомбы с зарином в синагоге, после чего Израиль будет вынужден предпринять ответные действия и совершит военные преступления, что спровоцирует ответ исламских государств. |            |               |                 |                |                 |
| 12 | 12         | «Эпизод 1.12» | Ассаф Бернштейн | Моше Зондер    | 3 мая 2015      |
| Дорон прибывает к террористам, которые готовят его к подрыву. Ширин сообщает Валиду, что они не могут пожениться. Валид направляется к службе безопасности ПНА, где узнаёт, что «Амир», за которого себя выдавал Дорон, на самом деле является израильским шпионом. Валид предупреждает об этом своих людей, которые готовят Дорона к совершению теракта. Отряду Морено удаётся спасти Дорона и убить террористов. Валид возвращается к Тафику и демонстрирует ему доказательства того, что Дорон был шпионом, после чего убивает его выстрелом в затылок. Валид отправляет Ширин видеозапись, по которой та понимает, что «Амир» на самом деле работает на Израиль, после чего она молча встаёт и уходит от Дорона.                                                                                                |            |               |                 |                |                 |

### Сезон 2 (2017—2018)
| № общий | № в сезоне | Название      | Режиссёр    | Автор сценария | Дата премьеры   |
| --- | ---------- | ------------- | ----------- | -------------- | --------------- |
| 13 | 1          | «Эпизод 2.01» | Ротем Шамир | Амир Манн      | 31 декабря 2017 |
| На КПП с Израилем подрывается смертник, организатор теракта — Нидаль по прозвищу «аль-Макдиси», сын погибшего шейха Авадаллы, являющийся одновременно членом ХАМАС и ИГИЛ. На Дорона и его отца Амоса совершают вооружённое нападение неизвестные. Валид тайно навещает Ширин, ставшую его женой. Дорон узнает, что на него охотится «аль-Макдиси», желающий мести за убийство своего отца. Валид отвозит Нидаля на место смерти шейха Авадаллы. Затем Нидаль навещает свою семью, мать пытается отговорить его от мести Дорону. Захваченный израильтянами человек Нидаля звонит ему и сообщает, что собирается встретиться с Дороном в Иерусалиме. Нидаль одобряет встречу, но не в Иерусалиме, а в Шхеме, в кафе около Великой мечети. Габи хочет перенести встречу в другое место из соображений безопасности, но Дорон отказывается. Дорон приходит к Морено и просит вернуться в отряд для нейтрализации «аль-Макдиси». На встрече в Шхеме израильтяне организует засаду. Начинается перестрелка, Нидаль сбегает. Морено преследует его на джипе, но Нидаль подрывает установленную на дороге бомбу, убивая Морено, и скрывается. |            |               |             |                |                 |
| 14 | 2          | «Эпизод 2.02» | Ротем Шамир | Амир Манн      | 7 января 2018   |
| Валид тайком приходит в больницу к Ширин. Там его встречает Абу Самара и предупреждает, что опасно иметь дело с Нидалем. Ширин арестовывают. Дорон и команда идут на поминки Мики Морено, где Стив встречает Анат Морено. Пьяная команда расстреливает сломавшийся холодильник. Вместо Морено командование отрядом принимает Эли, который предупреждает Дорона, чтобы тот не своевольничал. Габи Айюб допрашивает Ширин, но ничего не добивается. На тренировке Дорон и Наор начинают драку. Нидаль и Валид встречаются в церкви с Абу Самара, который отказывается признавать в Нидале бойца ХАМАС. Габи Айюб приглашает Дорона присутствовать на допросе Ширин. Дорон обещает Ширин вытащить ее и переправить во Францию. Ширин отпускают. В университете в Бир Зете группа арабских студентов, включая Махера, изучают иврит и еврейскую литературу. Самир приводит жену в женскую консультацию, где его и арестовывают. Махер и студенты университета встречаются с Нидалем. |            |               |             |                |                 |
| 15 | 3          | «Эпизод 2.03» | Ротем Шамир | Амир Манн      | 14 января 2018  |
| Махер, прикинувшись евреем, приезжает из Рамаллы в Рамат-Ган для встречи с Нидалем. Мальчик Исмаил приносит Ум Нидаль телефон, чтобы Нидаль смог позвонить ей. Габи Айюб допрашивает Самира. Наор объявляет об уходе из отряда. Дорон разговаривает с отцом. Нидаль приходит просить денег у Валида, но тот отказывает в помощи. Валид тайно посещает дом Ширин. Эли просматривает камеры и опознает Валида, выходящего из дома Ширин. Самира избит и окровавлен, его допрашивает Габи Айюб и посылает фото Самира его жене Марве, угрожая посадить Самира на 20 лет. Нидаль встречается с Марвой на рынке в Шхеме, передает ей деньги и угощает шоколадкой. Марва выбрасывает шоколад в урну. Нидаль обманом проникает в дом компьютерщика ХАМАС и заставляет его найти адрес Дорона Кабильо. Дорон и Стив ставят потайную камеру в доме Ширин, при этот Дорон самовольно разговаривает с ней и обещает ей паспорт и билет во Францию, оставляет ей тайный пароль для связи. Нидаль крепит под свою машину коробку с пистолетами и вместе с Махером двумя студентами Бир Зет едут в Израиль, прикинувшись евреями. |            |               |             |                |                 |
| 16 | 4          | «Эпизод 2.04» | Ротем Шамир | Амир Манн      | 21 января 2018  |
| Нидаль и студенты благополучно проезжают израильский блокпост, но на территории Израиля вынуждены остановиться, так как отвалилась коробка с пистолетами. Их видит израильский солдат, возвращающийся на службу, и предлагает помочь. Один из студентов, одетый в кипу, по ошибке говорит "Аллах поможет", вызывая подозрение; в перестрелке гибнут солдат и этот студент. Нидаль говорит со студентами, убеждая их, что погибший - шахид. Пришедший на встречу Валид объявляет Нидаля предателем ХАМАС. Дорон едет к Гали и принимает за террориста мастера по ремонту кондиционеров. Абу Самара раскрывает водителя, перевербованного ШАБАК. Нидаль снимает в Шхеме квартиру под чужим именем. Ширин решается воспользоваться паролем, чтобы избавиться от Валида и ХАМАС. Нидаль приходит к владельцу мастерской - тайного склада ХАМАС - и просит денег, владелец мастерской отказывает ему. Капитан Айюб получает список студентов Бир Зет, видит там имя "Махер Мухаммад Имад Иль-Шейх", сын главы контрразведки ПНА. Дорон сообщает Габи, что Ширин готова сотрудничать в обмен на отъезд во Францию. Дорон тайно встречается с Ширин в больнице и передает ей паспорт и симку. Махер сообщает Нидалю, что отец подозревает его. Нидаль звонит в ИГИЛ и сообщает, что готов к теракту. |            |               |             |                |                 |
| 17 | 5          | «Эпизод 2.05» | Ротем Шамир | Амир Манн      | 28 января 2018  |
| Нидаль разговаривает с Идо, сыном Дорона. Идо опознает Нидаля по фото, которое ему показывает Дорон. Самир возвращается домой. Стив навещает Анат, у них начинается роман. Ширин звонит Валиду и убеждает его встретиться в Шхеме. Информатор Нидаля в больнице сообщает ему о необычном поведении Ширин. Дорон преследует Самира, угрожает убить. Валид встречается в Нидалем в конспиративной парикмахерской. Самир вынужден скрываться на квартире у Нидаля. Отряд Эли организует прикрытие Ширин на встрече с Валидом. На месте встречи Ширин сажают в минивэн и увозят на рынок, там в машину садится Валид и обвиняет Ширин в сотрудничестве с израильтянами. |            |               |             |                |                 |
| 18 | 6          | «Эпизод 2.06» | Ротем Шамир | Амир Манн      | 4 февраля 2018  |
| Валид обнаруживает паспорт Ширин, в который оказывается вмонтирован маячок, позволяющий отслеживать его местонахождение. Минивэн Валида останавливают подставные полицейские ПНА, опознают Валида и арестовывают его. Дорон отвозит Ширин сначала на базу спецподразделения, а потом к себе домой. ШАБАК активно допрашивает Валида, но он отказывается разговаривать, угрожая семье капитана Айюба. Тот срывается и избивает Валида. Нидаль организует налет на мастерскую и крадет деньги. |            |               |             |                |                 |
| 19 | 7          | «Эпизод 2.07» | Ротем Шамир | Амир Манн      | 11 февраля 2018 |
| В камеру к Валиду сажают Наора, тот сообщает, что в ХАМАС предатель - Ахмед Шамасна. Ширин разговаривает с отцом Дорона. В Шхеме операция по захвату Абу Самара. Капитан Айюб шантажирует его фотографиями с любовницей и вынуждает связаться с матерью Нидаля, чтобы поговорить с ним самим. Самир убеждает Нидаля поговорить с Абу Самара. Во время операции по захвату Нидаля в Шхеме террористы раскрывают Саги, приходится стрелять, операция провалена (фауда). В тюрьме Наор сообщает Валиду, что Нидаль по телевизору поклялся в верности ИГИЛ. Дорон спит с Ширин. |            |               |             |                |                 |
| 20 | 8          | «Эпизод 2.08» | Ротем Шамир | Амир Манн      | 18 февраля 2018 |
| Ширин готовится к отъезду. Капитан Айюб давит на Валида, требуя сообщить, где Нидаль. Махер в офисе отца подслушивает планы палестинской контрразведки устранить Нидаля. Ширин и Дорон едут в аэропорт. В тюрьме Валид раскрывает Наора. Отец Махера уговаривает сына порвать с террористами. Наор срывается и избивает Валида. Нидаль захватывает отца Дорона и убивает его перед камерой. |            |               |             |                |                 |
| 21 | 9          | «Эпизод 2.09» | Ротем Шамир | Амир Манн      | 25 февраля 2018 |
| Дорон мчится в дом отца и видит его убитым. Марва и мать Нидаля ссорятся. Нидаль дает Махеру подслушивающее устройство, чтобы тот поставил в офисе отца. Дорон и его друзья на поминках по отцу. ШАБАК допрашивает Ширин, потом приводит на встречу с ней Валида. Валид обвиняет её в предательстве и обещает убить. Наор предлагает Дорону похитить Валида по дороге в тюрьму, что они и делают. Валида пытают и спрашивают, где Нидаль, Валид сдается и выдает место встречи в парикмахерской. Валида убивают, а его тело бросают на дороге в Шхем. Капитан Айюб помещает Ширин на базу спецподразделения. Махер ставит подслушивающее устройство в офисе отца. Дорон идет навестить Ширин и видит, что она повесилась. |            |               |             |                |                 |
| 22 | 10         | «Эпизод 2.10» | Ротем Шамир | Амир Манн      | 4 марта 2018    |
| Наор ставит камеру в парикмахерской, чтобы поймать Нидаля. Самир сообщает Нидалю, что Марва беременна. Гали приходит утешить Дорона в его горе. Нидаль и Самир говорят об отце. Друзья приходят навестить Дорона и тащат его на барбекю. Соседка Нидаля говорит с палестинской контрразведкой о своих подозрениях в его адрес, Нидаль подслушивает разговор. Отец Махера обнаруживает микрофон и начинает подозревать сына в сотрудничестве с ХАМАС. Нидаль и Самир получают посылку от ИГИЛ и готовятся к теракту. |            |               |             |                |                 |
| 23 | 11         | «Эпизод 2.11» | Ротем Шамир | Амир Манн      | 11 марта 2018   |
| Во время операции в Шхеме в парикмахерскую заходят Самир и Нидаль, начинается захват. Дорон подставляет Самира и Нидаль случайно убивает брата. Стива тяжело ранят, Нидаль убегает по крышам, Нурит преследует его и попадается арабам, начинается фауда. Эли бежит ей на помощь и тоже попадается. Дорон и Саги бросают преследовать Нидаля и выручают их. Нидаль прячется в подвале. Махер арестован, но Габи Айюб забирает его и отвозит к отцу. Ум Нидаль дает интервью "Аль Джазире" о гибели сына, после этого прогоняет человека от Нидаля, а потом и лично Абу Самара. Нидаль приказывает посланцам ИГИЛ собрать бомбу в Рамат Гане. Махер рассказывает Габи Айюбу, что цель Нидаля находится в Тель Авиве. Нидаль встречается с Марвой и предлагает ей выйти за него замуж. Марва гневно отказывается и уходит. |            |               |             |                |                 |
| 24 | 12         | «Эпизод 2.12» | Ротем Шамир | Амир Манн      | 18 марта 2018   |
| Посланцы ИГИЛ грузят бомбу в грузовик, их убивает спецназ. Габи Айюб по документам обнаруживает, что где-то есть еще один грузовик со взрывчаткой. Дорон везет сына на соревнования по дзюдо, но по дороге их сбивает автобус. Команда начинает искать Дорона. Нидаль ставит ультиматум об освобождении боевиков ИГИЛ и ХАМАС в обмен на Дорона. Марва арестована, Габи Айюб угрожает ей устроить выкидыш ребенка, которым беременна от Самира, если она не скажет где Нидаль. Марва дает ему бумажку с номером телефона, которую получила от Нидаля в последнюю встречу. Эли с командой ловят местонахождение телефона с картой Нидаля. Оказывается что он в руках мальчика Исмаила, который принёс еду Нидалю. Нидаль готовится расстрелять Дорона перед камерой, но врывается Абу Самара с боевиками, который во время спора с Нидалем стреляет и ранит Дорона. В перестрелке погибают охранники Абу Самара и боец Нидаля, Дорон берет пистолет убитого и тяжело ранит Нидаля. Уговорив сына уйти, Дорон добивает террориста. |            |               |             |                |                 |

### Сезон 3 (2019—2020)
| № общий | № в сезоне | Название      | Режиссёр    | Автор сценария | Дата премьеры   |
| --- | ---------- | ------------- | ----------- | -------------- | --------------- |
| 25 | 1          | «Эпизод 3.01» | Ротем Шамир | Ной Столлман   | 26 декабря 2019 |
| Четверо вооруженных террористов пробирается по туннелю из Газы на территорию Израиля. В Хевроне Дорон (под именем Абу Фади) тренирует Башара по боксу, затем встречается с террористами и продает им взрывчатку. Отряд следит за террористами, пытаясь выследить террориста Фаузи. Отца Башара выпускают из тюрьмы. Террористы на пикапе везут бомбу, Авихай и Саги обманывают их и взрывают пикап. На празднике в честь возвращения Джихада Хамдана человек Фаузи подозревает Дорона, но тот убивает террориста.                                      |            |               |             |                |                 |
| 26 | 2          | «Эпизод 3.02» | Ротем Шамир | Ной Столлман   | 2 января 2020   |
| Глава ХАМАС в Газе не одобряет действий Фаузи, опасаясь большой войны. Фаузи готовит вторую машину с бомбой. Габи в больнице, к нему приходят Дорон и Гиля Башан. Сын Дорона, Идо, не хочет видеть отца. Дорон прячется у Башара в бытовке. Башар приходит к Фаузи и говорит, что у Дорона есть взрывчатка. Фаузи назначает Дорону встречу ночью в клубе. Башар обвиняет Дорона во лжи. Фаузи обвиняет Башара в предательстве, Эли с бойцами нападают, Фаузи ранят, и он сбегает. Дорон догоняет и убивает Фаузи.                                      |            |               |             |                |                 |
| 27 | 3          | «Эпизод 3.03» | Ротем Шамир | Ной Столлман   | 9 января 2020   |
| Башар скрывается, его считают предателем. Он встречается с отцом и они ссорятся. Совместный отряд спецподразделений штурмует здание с террористами из Газы. Авихай случайно убивает своего и переживает это. Абу Мухаммад с боевиками врывается в дом Джихада и требует, чтобы Башар привел Дорона в засаду. Дорон убеждает Габи, что Башару нужно помочь скрыться из Хеврона. Боевики пытаются схватить Башара, но ему удаётся сбежать. |            |               |             |                |                 |
| 28 | 4          | «Эпизод 3.04» | Ротем Шамир | Ной Столлман   | 16 января 2020  |
| Башар намерен убить еврейского поселенца в Кирьят-Арба, но отец перехватывает его, они убегают. Джихад и Башар прячутся в пещере, Насер находит их. ШАБАК допрашивает Авихая о его ошибке на задании. Башар просит у Дорона помощи и он её обещает, они договариваются о встрече. Но Габи решает захватить Башара и Хани Aль Жабри вместе. Во время операции Насер садится в машину к Дорону и показывает пояс со взрывчаткой. Саги убивает Насера. Джихад и Башар едут в Хеврон, во время остановки Джихад решает напасть на двух случайных туристов. |            |               |             |                |                 |
| 29 | 5          | «Эпизод 3.05» | Ротем Шамир | Ной Столлман   | 23 января 2020  |
| Джихад и Башар захватывают двоих туристов, прячут их у знакомого, затем решают ехать в Газу через Израиль. Эли и команда выслеживают их. В Сдероте Башар звонит подруге, его телефон обнаруживают, но Джихад и Башар с пленниками сбегают через туннель. Дорон и Саги получают наводку, находят и спускаются в туннель. |            |               |             |                |                 |
| 30 | 6          | «Эпизод 3.06» | Ротем Шамир | Ной Столлман   | 30 января 2020  |
| Дорон и Гиля ищут помощника в Газе. ХАМАС выпускает тел-обращение пленницы, Яры Зархи. Гиля увлекается Дороном и занимается с ним сексом. Габи и Эли обсуждают и решаются на рискованную операцию в Газе. Стив переживает из-за неё. Эли, Дорон, Саги и Авихай едут на лодке в Газу. |            |               |             |                |                 |
| 31 | 7          | «Эпизод 3.07» | Ротем Шамир | Ной Столлман   | 6 февраля 2020  |
| В Газе команда получает машину и едет на контакт с посредником. Пленник Элад крадет у доктора скальпель и убивает охранника, пытаясь сбежать. Дорон и Саги идут спасать парня, но его убивает боец ХАМАС. |            |               |             |                |                 |
| 32 | 8          | «Эпизод 3.08» | Ротем Шамир | Ной Столлман   | 13 февраля 2020 |
| Шейх поручает Джихаду и Башару охранять пленницу. Израильтяне засекают разговор Джихада с женой и ищут его в Хан Юнисе. Дорон преследует Джихада и убивает его. Абу Мухаммед раскрывает посредника израильтян и убивает его. |            |               |             |                |                 |
| 33 | 9          | «Эпизод 3.09» | Ротем Шамир | Ной Столлман   | 20 февраля 2020 |
| Бойцы ХАМАС врываются в дом посредника и ищут израильтян, но все погибают, командир ХАМАС Исам Юнис захвачен. В штабе замечают машину Башара. Израильтяне в одежде боевиков, используя Юниса, проникают на базу ХАМАС и с боем пробиваются к Абу Мухаммаду и Башару. Израильтяне захватывают Абу Мухаммада, но Башар ранит Авихая. Эли и Саги едут к месту сбора, Дорон и раненый Авихай прячутся в доме журналиста. Стив и Нурит на скорой помощи едут выручать Дорона и Авихая, но Авихай умирает по дороге.                                         |            |               |             |                |                 |
| 34 | 10         | «Эпизод 3.10» | Ротем Шамир | Ной Столлман   | 27 февраля 2020 |
| За израильтянами прилетает вертолет, но они решают обменять заложницу на дочь Абу Мухаммада. Эли решает штурмовать поместье, где держат заложницу. Абу Мухаммад требует выдать заложницу, Абу Самадна отказывается, начинается бой. Башар увозит заложницу на машине, но Эли с командой отбивают ее и увозят. |            |               |             |                |                 |
| 35 | 11         | «Эпизод 3.11» | Ротем Шамир | Ной Столлман   | 5 марта 2020    |
| Израильские солдаты подбирают команду Эли с заложницей. Башар убивает Абу Мухаммада. Дорон переживает из-за смерти Авихая. Башар и два бойца ХАМАС идут по туннелю на территорию Израиля. |            |               |             |                |                 |
| 36 | 12         | «Эпизод 3.12» | Ротем Шамир | Ной Столлман   | 12 марта 2020   |
| Башар вербует массажиста Габи Айюба. Команда штурмует квартиру, где прячутся террористы из Газы. Башар проникает в дом Яры и берет ее в заложники. Дорон пытается уговорить Башара не убивать Яру, но тот всё-таки убивает ее. Башар в тюрьме. |            |               |             |                |                 |

### Cезон 4 (2022)
| № общий | № в сезоне | Название      | Режиссёр    | Автор сценария | Дата премьеры    |
| ------- | ---------- | ------------- | ----------- | -------------- | ---------------- |
| 37      | 1          | «Эпизод 4.01» | Ротем Шамир | Неизвестно     | 15 июля 2022     |
| 38      | 2          | «Эпизод 4.02» | Ротем Шамир | Неизвестно     | 22 июля 2022     |
| 39      | 3          | «Эпизод 4.03» | Ротем Шамир | Неизвестно     | 29 июля 2022     |
| 40      | 4          | «Эпизод 4.04» | Ротем Шамир | Неизвестно     | 5 августа 2022   |
| 41      | 5          | «Эпизод 4.05» | Ротем Шамир | Неизвестно     | 12 августа 2022  |
| 42      | 6          | «Эпизод 4.06» | Ротем Шамир | Неизвестно     | 19 августа 2022  |
| 43      | 7          | «Эпизод 4.07» | Ротем Шамир | Неизвестно     | 26 августа 2022  |
| 44      | 8          | «Эпизод 4.08» | Ротем Шамир | Неизвестно     | 2 сентября 2022  |
| 45      | 9          | «Эпизод 4.09» | Ротем Шамир | Неизвестно     | 9 сентября 2022  |
| 46      | 10         | «Эпизод 4.10» | Ротем Шамир | Неизвестно     | 16 сентября 2022 |
| 47      | 11         | «Эпизод 4.11» | Ротем Шамир | Неизвестно     | 23 сентября 2022 |
| 48      | 12         | «Эпизод 4.12» | Ротем Шамир | Неизвестно     | 30 сентября 2022 |

## Выход на Netflix
2 декабря 2016 года первый сезон сериала был выпущен на стриминговой платформе Netflix. В мае 2018 года на Netflix вышел второй сезон. Релиз третьего сезона на Netflix состоялся 16 апреля 2020 года.

## Критика
Сериал получил в основном положительные отзывы. На веб-агрегаторе Rotten Tomatoes рейтинг одобрения составляет 100 % на основании оценок критиков, средний рейтинг зрителей составляет 95 %.
Майк Хейл из The New York Times отметил: «„Фауда“ — это триллер, и в нём много жестоких сцен, но битвы и погони выглядят пугающе буднично и обыденно». По мнению колумниста The Baltimore Sun Дэвида Зуравика, сериал «очеловечил некоторых палестинцев так, как [он] никогда раньше не видел на американском телевидении». Майкл Старр из New York Post назвал «Фауду» одним из «скрытых сокровищ в, казалось бы, бесконечном потоке сериалов Netflix». Также он отметил, что сериал стал «более правдоподобной и жёсткой версией „Родины“ (которая была основана на другом израильском сериале „Военнопленные“) с адреналиновым экшеном и массой насилия». Рейчел Шаби из The Guardian заметила, что сериал «в основном рассказывается с израильской точки зрения, сосредоточен на израильских персонажах» и не показывает полной картины палестино-израильского конфликта.